# 御膳海苔
御膳海苔（ごぜんのり）とは、徳川家（江戸城）及び上野寛永寺へ御菜魚と同様に海苔運上（税）の意味で上納した新海苔を指す。
御膳海苔の起源は不明であるが、寛永寺に海苔を上納するようになった方が古く、1661年～1662年の寛文年間の頃だといわれている。寛永寺への御用は正木屋に始まり、後に永楽屋ほか4軒が仰せつかった。江戸城への御用は永楽屋のみが担った。御膳海苔商は、品川や大森の御膳ノリを採る漁場（御膳ノリ場）で摘み採られたノリの買い取り、製造の采配・江戸への運び入れを行った。御膳海苔の上納には、商人・漁民ともこれを歓迎したが、これはそれにより最良の産地であることが誇示出来たし、養殖場の新規出願に便宜が得られたからである。これは逆に同業者内での熾烈な競争を意味し、新規に漁場を開拓しようとするところがあれば、上納に差し支えると申し立て、妨害することも出来た。実際、上総ノリの例などでは、大森の御膳ノリ場仲間からそのような起訴を起こされたという記録が残されている。

## 関連記事
- 江戸前
- 東京湾